# Skinny Client Control Protocol
SCCP (англ. Skinny Client Control Protocol) — корпоративний протокол, в даний час належить Cisco Systems Inc. (після купівлі Selsius Corporation в 1998 році). Як нагадування про Selsius у всіх сучасних Cisco IP-телефонах типова назва пристрою для реєстрації в CallManager починається з SEP — це Selsius Ethernet Phone — після яких йде MAC-адреса.

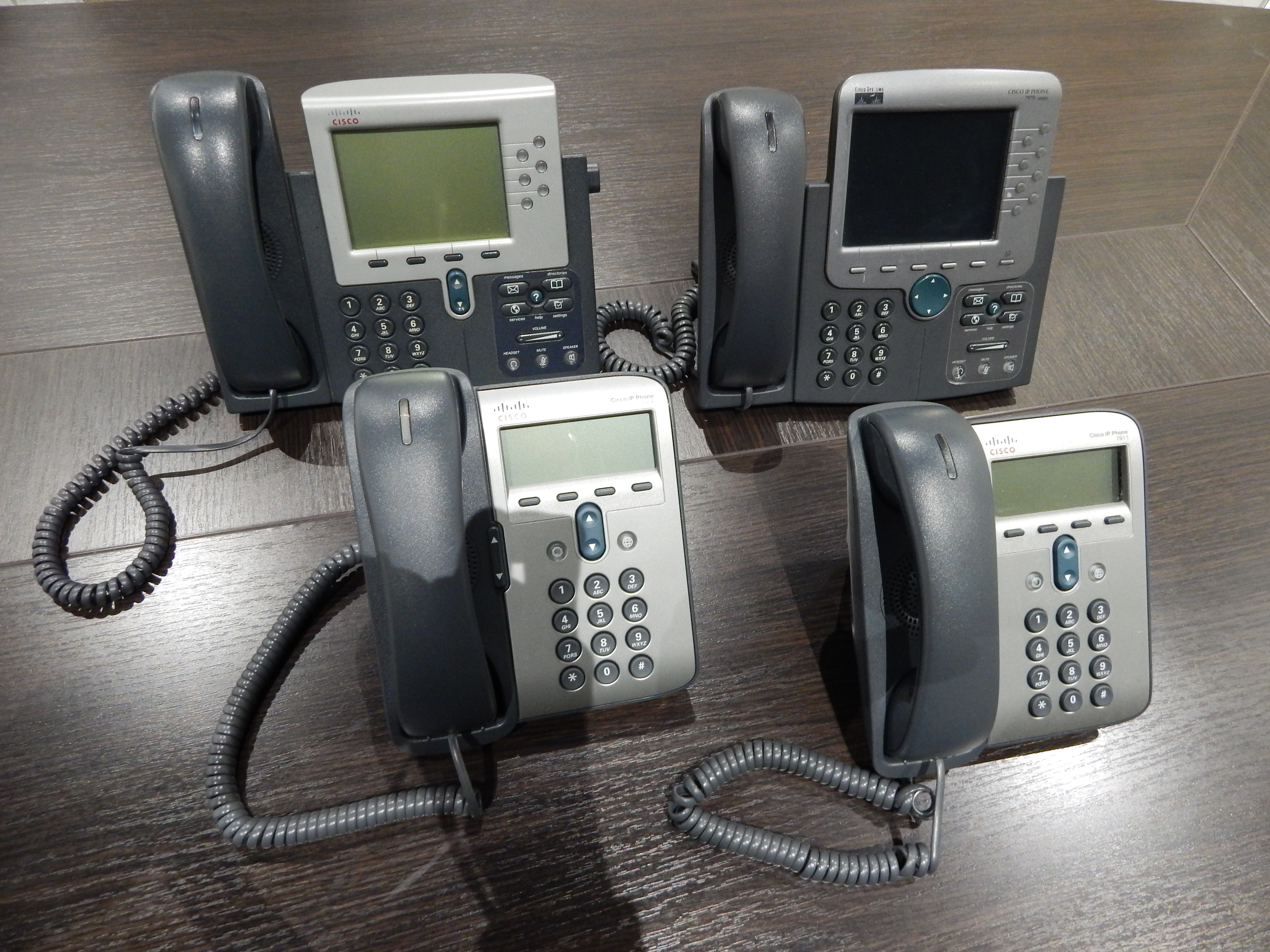
Cisco 7900

SCCP (або іноді Skinny) визначає набір повідомлень між Skinny-клієнтом для взаємодії провідних і бездротових IP-телефонів Cisco 7900 серії, таких як Cisco 7960, 7940, 7920, с сервером голосової пошти Cisco Unity і Cisco CallManager. Останній забезпечує сигналізацію не тільки SCCP-, але і більшості VoIP-протоколів — H.323, SIP і MGCP.
Крім стандартних сигнальних функцій управлінням викликів, забезпечуваних Skinny, потрібні були додаткові розширені опції, такі як: перенаправлення дзвінка (трансфер), перехоплення дзвінка, конференції, і повідомлення голосової пошти. Всі ці опції були неможливі при використанні чистого протоколу Skinny, що і послужило причиною створення SCCP, тому його називають іноді розширеним Skinny.

## Опис
Клієнт SCCP використовує TCP / IP для зв'язку з одним або кількома додатками Call Manager в кластері. Він використовує транспортний протокол в режимі реального часу (RTP) за допомогою UDP-транспорту для трафіку на пред'явника (аудіопотік у реальному часі) з іншими вузькими клієнтами або терміналом H.323. SCCP є протоколом розробленим
як протокол зв'язку для апаратних кінцевих точок та інших вбудованих систем із значними обмеженнями на процесор та пам'ять.
Деякі адаптивні мультимедійні шлюзи Cisco, такі як шлюз VG248, реєструються та обмінюються з Cisco Unified Communications Manager, використовуючи SCCP.

## Походження

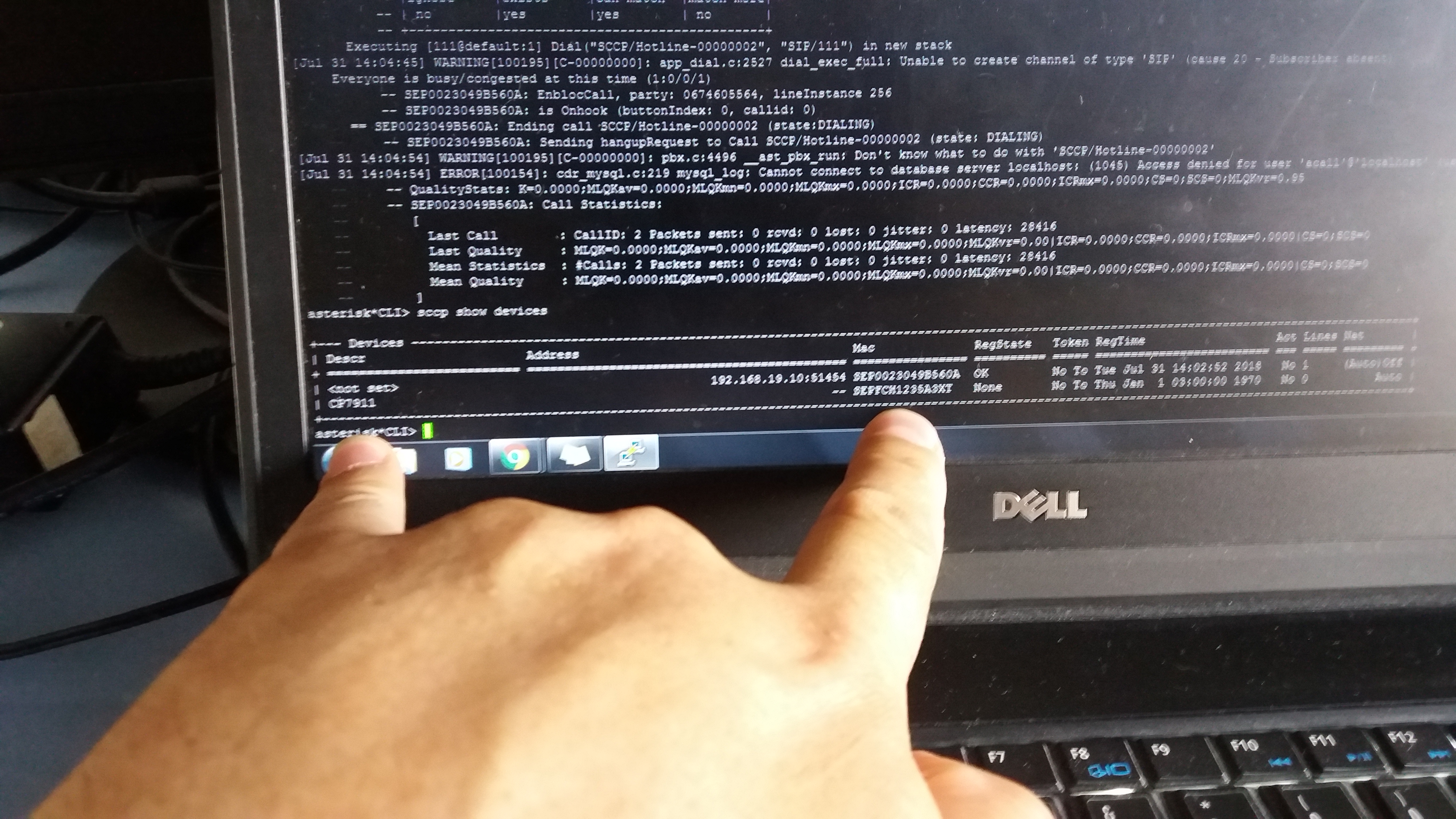
Asterisk console

Cisco отримала технологію SCCP, коли вона придбала Celsius Corporation у 1998 році. З цієї причини протокол також згадується в документації Cisco як протокол Selsius Skinny Station. Ще одним залишком походження Cisco IP-телефонів є типовий формат імені пристрою для зареєстрованих телефонів Cisco з CallManager. Це SEP, як у телефоні Ethernet Selsius, за яким слідує MAC-адреса. Cisco також випустила програмне забезпечення на базі Skinny під назвою Cisco IP Communicator.
SCCP підтримується деякими сторонніми виробниками обладнання та програмного забезпечення, наприклад — Symbol Technologies, IPBlue і SocketIP. Skinny/SCCP використовується також в платформах з відкритим кодом — Asterisk IP-PBX.

## Список повідомленнь SCCP
| Список повідомленнь SCCP | Список повідомленнь SCCP                           |
| ------------------------ | -------------------------------------------------- |
| Code                     | Station Message ID Message                         |
| 0x0000                   | Keep Alive Message                                 |
| 0x0001                   | Station Register Message                           |
| 0x0002                   | Station IP Port Message                            |
| 0x0003                   | Station Key Pad Button Message                     |
| 0x0004                   | Station Enbloc Call Message                        |
| 0x0005                   | Station Stimulus Message                           |
| 0x0006                   | Station Off Hook Message                           |
| 0x0007                   | Station On Hook Message                            |
| 0x0008                   | Station Hook Flash Message                         |
| 0x0009                   | Station Forward Status Request Message             |
| 0x11                     | Station Media Port List Message                    |
| 0x000A                   | Station Speed Dial Status Request Message          |
| 0x000B                   | Station Line Status Request Message                |
| 0x000C                   | Station Configuration Status Request Message       |
| 0x000D                   | Station Time Date Request Message                  |
| 0x000E                   | Station Button Template Request Message            |
| 0x000F                   | Station Version Request Message                    |
| 0x0010                   | Station Capabilities Response Message              |
| 0x0012                   | Station Server Request Message                     |
| 0x0020                   | Station Alarm Message                              |
| 0x0021                   | Station Multicast Media Reception Ack Message      |
| 0x0024                   | Station Off Hook With Calling Party Number Message |
| 0x22                     | Station Open Receive Channel Ack Message           |
| 0x23                     | Station Connection Statistics Response Message     |
| 0x25                     | Station Soft Key Template Request Message          |
| 0x26                     | Station Soft Key Set Request Message               |
| 0x27                     | Station Soft Key Event Message                     |
| 0x28                     | Station Unregister Message                         |
| 0x0081                   | Station Keep Alive Message                         |
| 0x0082                   | Station Start Tone Message                         |
| 0x0083                   | Station Stop Tone Message                          |
| 0x0085                   | Station Set Ringer Message                         |
| 0x0086                   | Station Set Lamp Message                           |
| 0x0087                   | Station Set Hook Flash Detect Message              |
| 0x0088                   | Station Set Speaker Mode Message                   |
| 0x0089                   | Station Set Microphone Mode Message                |
| 0x008A                   | Station Start Media Transmission                   |
| 0x008B                   | Station Stop Media Transmission                    |
| 0x008F                   | Station Call Information Message                   |
| 0x009D                   | Station Register Reject Message                    |
| 0x009F                   | Station Reset Message                              |
| 0x0090                   | Station Forward Status Message                     |
| 0x0091                   | Station Speed Dial Status Message                  |
| 0x0092                   | Station Line Status Message                        |
| 0x0093                   | Station Configuration Status Message               |
| 0x0094                   | Station Define Time & Date Message                 |
| 0x0095                   | Station Start Session Transmission Message         |
| 0x0096                   | Station Stop Session Transmission Message          |
| 0x0097                   | Station Button Template Message                    |
| 0x0098                   | Station Version Message                            |
| 0x0099                   | Station Display Text Message                       |
| 0x009A                   | Station Clear Display Message                      |
| 0x009B                   | Station Capabilities Request Message               |
| 0x009C                   | Station Enunciator Command Message                 |
| 0x009E                   | Station Server Respond Message                     |
| 0x0101                   | Station Start Multicast Media Reception Message    |
| 0x0102                   | Station Start Multicast Media Transmission Message |
| 0x0103                   | Station Stop Multicast Media Reception Message     |
| 0x0104                   | Station Stop Multicast Media Transmission Message  |
| 0x105                    | Station Open Receive Channel Message               |
| 0x0106                   | Station Close Receive Channel Message              |
| 0x107                    | Station Connection Statistics Request Message      |
| 0x0108                   | Station Soft Key Template Respond Message          |
| 0x109                    | Station Soft Key Set Respond Message               |
| 0x0110                   | Station Select Soft Keys Message                   |
| 0x0111                   | Station Call State Message                         |
| 0x0112                   | Station Display Prompt Message                     |
| 0x0113                   | Station Clear Prompt Message                       |
| 0x0114                   | Station Display Notify Message                     |
| 0x0115                   | Station Clear Notify Message                       |
| 0x0116                   | Station Activate Call Plane Message                |
| 0x0117                   | Station Deactivate Call Plane Message              |
| 0x118                    | Station Unregister Ack Message                     |